# September of My Years
September of My Years è un album in studio del cantante statunitense Frank Sinatra, pubblicato nel 1965.
Gli arrangiamenti orchestrali del disco sono stati curati da Gordon Jenkins.

## Tracce
1. The September of My Years
2. How Old Am I?
3. Don't Wait Too Long
4. It Gets Lonely Early
5. This Is All I Ask
6. Last Night When We Were Young
7. The Man in the Looking Glass
8. It Was a Very Good Year
9. When the Wind Was Green
10. Hello, Young Lovers
11. I See It Now
12. Once Upon a Time
13. September Song